# 戈罗霍韦茨区
戈罗霍韦茨区（俄语：Гороховецкий район）是俄罗斯联邦弗拉基米尔州下辖的一个区，其行政中心为戈罗霍韦茨。据2016年统计，该区的人口为21833人。